# Bruay-la-Buissière
Bruay-la-Buissière è un comune francese di 24 073 abitanti situato nel dipartimento del Passo di Calais nella regione dell'Alta Francia.

## Storia
Bruay-la-Buissière (Bruay-en-Artois) è citata nel resoconto dell'itinerario di Sigerico di Canterbury che, attorno al 990 si recò a Roma per ricevere dalle mani del Pontefice Giovanni XV il Pallio; tale percorso nei secoli successivi sarebbe stato chiamato Via Francigena. In particolare la località rappresentava la LXXVI tappa (submansio) ed era definita dall'Arcivescovo di Canterbury Bruwaei.

## Società

### Evoluzione demografica
Abitanti censiti